# إدي ماسايا
إدي ماسايا (بالإنجليزية: Eddie Masaya)‏ هو نحات زيمبابوي، ولد في 1960.